# 880
880（八百八十、はっぴゃくはちじゅう）は自然数、また整数において、879の次で881の前の数である。

## 性質
- 880は合成数であり、約数は1, 2, 4, 5, 8, 10, 11, 16, 20, 22, 40, 44, 55, 80, 88, 110, 176, 220, 440, 880である。
  - 約数の和は2232。
  - 215番目の過剰数である。1つ前は876、次は882。
- 196番目のハーシャッド数である。1つ前は874、次は882。
  - 16を基とする4番目のハーシャッド数である。1つ前は736、次は1168。
- 各位の立方和が平方数になる45番目の数である。1つ前は861、次は900。(オンライン整数列大辞典の数列 A197039)
- 880 = 33 + 53 + 63 + 83
  - 4つの正の数の立方数の和で表せる247番目の数である。1つ前は875、次は882。(オンライン整数列大辞典の数列 A003327)
  - 異なる正の数の4つの立方数の和1通りで表せる60番目の数である。1つ前は864、次は882。(オンライン整数列大辞典の数列 A025408)
- 880 = 24 × 5 × 11
  - 3つの異なる素因数の積で p 4 × q × r の形で表せる8番目の数である。1つ前は816、次は912。（オンライン整数列大辞典の数列 A179644）
- 880 = 312 − 81
  - n = 31 のときの n 2 − 81 の値とみたとき1つ前は819、次は943。(オンライン整数列大辞典の数列 A098850)
- 880 = 322 − 144
  - n = 32 のときの n 2 − 122 の値とみたとき1つ前は817、次は945。(オンライン整数列大辞典の数列 A132766)
- 約数の和が880になる数は2個ある。(763, 817) 約数の和2個で表せる56番目の数である。1つ前は868、次は884。
- 各位の和が16になる61番目の数である。1つ前は871、次は907。

## その他 880 に関連すること
- 880年代
- 名鉄モ880形電車
- 山形鉄道YR-880形気動車
- 近鉄880系電車
- 高松琴平電気鉄道880形電車
- OCATシャトル880
- コンベア880
- フォート・フッドの敷地面積は880Km2である。
- 4×4の魔方陣の数は880。